# 不知火
不知火（日语：／〔〕 Shiranui (Shiranuhi)）是日本九州地區傳說中的一種怪火，也是古代日本民間傳說中的一種妖怪。在舊曆七月末日風弱的時候或新月之夜等時間，在八代海和有明海一帶出現。

## 概要

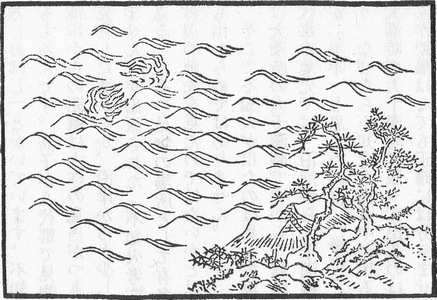
菊岡沾凉《諸國里人談》中描繪的「不知火」

距離海岸數千米的地方，開始時出現一個至兩個被稱作「親火」的火光。其左右又分別出現數個同樣的火光，最終數百至數千個相同的火橫向並存著。其距離可達4至8千米。又，退潮最大的淩晨3時及其前後的2個小時的時間為不知火最常出現的時間帶。
不知火可在水面近處看見，其出現的地方從海面至海面之上10米處。此外，從來沒有人能夠靠近不知火，只要走近不知火的地域時，不知火就移到了遠處。從前人認為不知火是龍神的燈火，不知火出現的日子裡，海域附近的漁村都禁止出漁。
根據《日本書紀》、《肥前國風土記》、《肥後國風土記》等記載，景行天皇征討九州南部的熊襲時，到達了熊本八代海一帶，親眼目睹了不知火，並將該地區命名為「火國」。

## 科學解釋

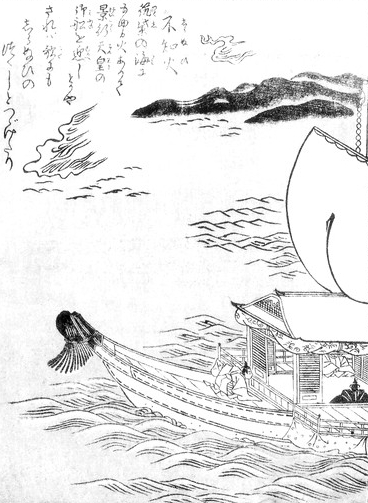
鳥山石燕《今昔畫圖續百鬼》中的「不知火」

進入大正時代後，日本科學家開始對江戶時代以前所謂的妖怪進行研究，認為不知火是海市蜃樓的一種。根據昭和時代最為人所接受的一種科學觀點，不知火形成的時間是一年之內海上溫度上升最快，或因潮汐而導致水位下降6米出現灘塗（干潟）時，快速輻射冷卻，又經過八代海和有明海的特殊地形條件，將在灘塗附近出港捕魚船隻上面的燈光折射到了海上方的空中，從而形成了不知火。此說在現代最為科學界所接受。
現代，由於日本進行填海造陸，灘塗被毀壞。又加上都市普遍使用了夜光燈等高強度照明設備，以及海水被污染等緣故，不知火這一奇特的現象已經很少見了。

## 相關文化中的「不知火」
在日本文化中，有相當多事物被冠以「不知火」的名稱。在當代日本文化中，不少動漫或遊戲中登場的人物名字中有「不知火」一詞。
- 不知火町（日语：不知火町）：原熊本縣宇土郡的地方自治體。2005年1月15日與周邊4町合併為宇城市。另外，該町名的讀法為。
- 在和歌的枕詞中，不知火指代的是筑紫。
- 1972年，日本人將清見和椪柑（ポンカン）兩種品種的柑橘進行雜交，形成一種新的品種，被俗稱為「不知火」，讀法為。其上市時的名稱為「凸頂柑」（デコポン）。
- 不知火號：連接熊本市和名古屋市之間的夜行巴士。
- 不知火號驅逐艦：大日本帝國海軍的一艘陽炎型驅逐艦。
- 不知火號護衛艦（日语：しらぬい_(護衛艦)）：日本海上自衛隊的一艘朝日級驅逐艦_(2016年)。
- 神火 不知火：漫畫《海賊王》中火拳艾斯所使用的一個必殺技。
- 不知火舞：格鬥遊戲拳皇、餓狼傳說中登場的女性角色。
- 不知火幻庵：格鬥遊戲侍魂系列登場的一個人物。
- 不知火博士：《神奇寶貝》中登場的惡天才學者。
- 不知火玄間：《火影忍者》中登場的特別上忍。
- 不知火半袖：《最強會長黑神》中登場的女高中生。
- 不知火鐵心：漫畫《哥布拉》中登場的人物。
- 不知火芙莉露：漫畫《我推的孩子》中登場的人物。
- 不知火頑駄無：SD鋼彈系列中的一個BB戰士。
- 94式戰術步行戰鬥機「不知火」：Muv-Luv Alternative中登場的機器人。
- 不知火一樹：女性向戀愛遊戲Starry☆Sky中登場的一個男角色。
- 不知火明乃：日本漫畫《瀨戶的花嫁》中登場的人物。
- 不知火匡 ：日本遊戲及動畫 薄櫻鬼 中鬼族之一員。
- 不知火知彌：漫畫--網球王子裡比嘉中的一員
- 不知火旭：漫畫--純血彼式中的一員
- 不知火、不知火·改、裏不知火:日本摔角選手丸藤正道的必殺技
- 不知火：卡牌遊戲遊戲王中的的一種卡片系列
- 不知火：遊戲『陰陽師』中的SSR角色，故事中為被島主困於離島中原名為離（綽號為不知火）的歌姬，尋求自由和知己。於一次危機中成為真正的妖姬不知火。
- 不知火：動漫『鬼滅之刃』的炎之呼吸 壹之型 不知火
- 不知火芙蕾雅：所屬『Hololive』的VTuber。
- 不知火一族：特攝《鋼鐵王》的第一批敵組織。
- 忍龍 不知火：TCG卡片戰鬥!! 先導者中的卡片。為系列作 卡片戰鬥!! 先導者G NEXT 中，鬼丸和美所使用的王牌。
- 不知火:相撲年寄名跡。
- 不知火:橫綱入土俵儀式

## 腳註
1. 1 2 3  草野巧. . Truth in fantasy. 新紀元社. 1997: 171頁. ISBN 978-4-88317-283-2.
2. 1 2 3 4 5  多田克己. . Truth in fantasy. 新紀元社. 1990: 179–181頁. ISBN 978-4-915146-44-2.
3. 1 2  村上健司編著. . 毎日新聞社. 2000: 191頁. ISBN 978-4-620-31428-0.